# Sydney Howard Vines
Sydney Howard Vines est un botaniste britannique, né le 31 décembre 1849 à Ealing et mort le 4 avril 1934 à Exmouth.

## Biographie
Il est le fils de William Reynolds et de Jessie née Robertson. Il fait ses études au Guy's Hospital de Londres et au Christ's College de Cambridge. Il obtient son Bachelor of Sciences en 1873, son Bachelor of Arts en 1876, son Master of Arts en 1879 et son Doctorat of Sciences en 1879 ainsi qu’en 1883.
Il se marie avec Agnes Bertha Perry en 1884. Il enseigne au Christ’s College de 1867 à 1888. Il occupe la chaire Sherardienne d’Oxford de 1888 à 1919.
Vines est membre de la Royal Society en 1885, de la Société linnéenne de Londres (qu’il dirige de 1900 à 1904). Il est notamment l’auteur de Lectures on the Physiology of Plants (1886), A Student’s Text-Book of Botany (1895). Il dirige la publication des Annals of Botany de 1887 à 1899.

## Source
- Allen G. Debus (dir.) (1968). World Who’s Who in Science. A Biographical Dictionary of Notable Scientists from Antiquity to the Present. Marquis-Who’s Who (Chicago) : xvi + 1855 p.